# Llista de capítols de Gantz
|  | Aquest article tracta sobre els volums del manga. Vegeu-ne altres significats a «Llista d'episodis de Gantz». |

Aquest article és una llista dels capítols del manga Gantz, creat per Hiroya Oku per a l'editorial Shūeisha. És protagonitzat per un adolescent anomenat Kei Kurono i el seu amic Katō Masaru, que moren en un accident de tren i passen a formar part d'un joc en el qual, juntament amb altres persones recentment mortes, es veuen obligats a caçar i matar extraterrestres per poder sobreviure. La seva publicació es va iniciar el Japó l'octubre de 2000, en la revista Young Jump, on encara continua. El manga ha sobrepassat els 300, recopilats en successius capítols, fins als trenta-dos actuals.
La distribuïdora Dark Horse Comics va adquirir la llicència per a les traduccions a l'anglès l'1 de juliol de 2007, anunciant-ho en l'Anime Expo d'aquell mateix any. El primer volum va ser llançat el 25 de juny de 2008. És també publicat per Glénat per a la seva distribució a Espanya; Grup Editorial Vid, a Mèxic; Editorial Ivrea, a l'Argentina; i Planet Manga per Alemanya, Itàlia i el Brasil.
El manga va ser adaptat a una sèrie de televisió de vint-i-sis episodis dividits en dues temporades, que comprenia les tres primeres missions, aproximadament fins al capítol 91, i una més exclusiva de la sèrie. Dirigida per Ichiro Itano, va ser realitzada pels estudis Gonzo i emesa el 2004 pel canal de televisió Fuji TV. Finalitzada la transmissió de la sèrie, es va publicar un llibre addicional, Gantz Manual, amb informació addicional del Manga i Anime, entrevistes, entre d'altres.

## Capítols

### Primera fase
| Capítol 1 | ISBN | Publicat                                                         |
| Capítol 1 | ISBN 4-08-876105-7 · ISBN 84-444-9269-8 | 11 de desembre del 2000                                          |
| | |                                                                  |
| Conté els capítols: - 1. Un accident (ある事故, Aru Jiko) - 2. Misteriosa habitació (不可解な部屋, Fukakai na Heya) - 3. La noia suïcida nua (裸の自殺少女, Hadaka no Jisatsu Shōjo) - 4. Instruccions de l'esfera negra (黒球の指令, Kuro Tama no Shirei) - 5. Il·lusió (イリュージョン, Iryūjon) - 6. Trobada amb l'alienígena ceba (ねぎ星人との遭遇, Negi Seijin to no Sōkū) - 7. Harmonia no planejada (非予定調和, Hi-yotei Chōwa) - 8. Carnisseria (惨殺, Zansatsu) - 9. Examen Eichmann (アイヒマンテスト, Aihiman Tesuto) - 10. Indignació (激憤, Gekifun) | Conté els capítols: - 1. Un accident (ある事故, Aru Jiko) - 2. Misteriosa habitació (不可解な部屋, Fukakai na Heya) - 3. La noia suïcida nua (裸の自殺少女, Hadaka no Jisatsu Shōjo) - 4. Instruccions de l'esfera negra (黒球の指令, Kuro Tama no Shirei) - 5. Il·lusió (イリュージョン, Iryūjon) - 6. Trobada amb l'alienígena ceba (ねぎ星人との遭遇, Negi Seijin to no Sōkū) - 7. Harmonia no planejada (非予定調和, Hi-yotei Chōwa) - 8. Carnisseria (惨殺, Zansatsu) - 9. Examen Eichmann (アイヒマンテスト, Aihiman Tesuto) - 10. Indignació (激憤, Gekifun) | Personatges principals de la coberta: - Kei Kurono - Masaru Katō |
| Un parell d'estudiants, Kei Kurono i Masaru Katō, són atropellats per un metro després de salvar un captaire embriac que havia caigut als rails. Kei i Masaru són transportats il·lesos a una habitació amb un grup de persones i una esfera negra al mig. Hi apareix un text en el qual els diu que la seva vida ara li pertany i han d'assassinar un alienígena per sobreviure. Després d'això, són enviats fora de l'edifici i Masaru, Kei i una noia anomenada Kei Kishimoto intenten tornar a casa seva. La resta dels participants aconsegueixen matar l'alienígena usant les armes donades per Gantz, l'esfera negra. Després de matar-ho, apareix un àlien de similar aspecte, però més alt i fort que assassina la majoria dels participants. | |                                                                  |

| Capítol 2 | ISBN | Publicat                                           |
| Capítol 2 | ISBN 4-08-876139-1 · ISBN 84-8449-270-2 | 19 de març de 2001                                 |
| | |                                                    |
| Conté els capítols: - 11. Tots morts (全員死亡, Zen'in Shibō) - 12. Hipnotismo i despertar (催眠と覚醒, Saimin to Kakusei) - 13. Ulls (眼, Me) - 14. Intrèpid (怖いもの知らず, Kowaimono Shirazu) - 15. Salta o mor (跳躍か死か, Chōyaku ka Shi ka) - 16. Carn de metamorfosi (肉体の変貌, Nikutai no Henbō) - 17. Foc (発弾, Hatsudan) - 18. Condicions de supervivència (生還の条件, Seikan no Jōken) - 19. Gantz (ガンツ, Gantsu) - 20. Puntuant (採点, Saiten) - 21. Clon (コピー人間, Copī Ningen) - 22. Duplicat (重複, Chōfuku) | Conté els capítols: - 11. Tots morts (全員死亡, Zen'in Shibō) - 12. Hipnotismo i despertar (催眠と覚醒, Saimin to Kakusei) - 13. Ulls (眼, Me) - 14. Intrèpid (怖いもの知らず, Kowaimono Shirazu) - 15. Salta o mor (跳躍か死か, Chōyaku ka Shi ka) - 16. Carn de metamorfosi (肉体の変貌, Nikutai no Henbō) - 17. Foc (発弾, Hatsudan) - 18. Condicions de supervivència (生還の条件, Seikan no Jōken) - 19. Gantz (ガンツ, Gantsu) - 20. Puntuant (採点, Saiten) - 21. Clon (コピー人間, Copī Ningen) - 22. Duplicat (重複, Chōfuku) | Personatges principals de la coberta: - Kei Kurono |
| L'àlien ataca Katō, i el fa caure d'un pont i troba Kurono i Kishimoto. Tots dos intenten escapar-ne, però l'àlien es concentra solament en Kurono pel que acaba solament. Abans de ser atacat, Katō s'apropa per ajudar-ho, sent greument ferit. Kurono s'enfuria i s'adona que el vestit donat per Gantz s'endureix i decideix atacar l'àlien. Després, un altre noi anomenat Jōichirō Nishi, qui era un dels quals estaven a l'habitació, acaba per eliminar-lo. Els supervivents són novament transportats a l'habitació, aquests són Kurono, Kishimoto, Nishi i Katō, que són guarits de totes les seves ferides. L'esfera mostra llavors un sistema de puntuació per a cadascun, i després els deixa sortir de l'habitació. Kurono li demana a Nishi que els expliqui què és el que està passant. Nishi respon que passarà diverses vegades més i que ja moltes persones han mort per aquestes missions. | |                                                    |

| Capítol 3 | ISBN | Publicat |
| Capítol 3 | ISBN 4-08-876163-4 · ISBN 84-8449-273-7 | 19 de juny de 2001                                                                                                |
| | | |
| Conté els capítols: - 23. Dia ordinari (日常, Nichijō) - 24. Força (強力, Kyōryoku) - 25. Home amb sort (ラッキーな男, Rakkī na Otoko) - 26. Mascota (愛玩動物, Aigandōbutsu) - 27. Poder latent (潜在能力, Senzai Nōryoku) - 28. Retransmissió (再送, Saisō) - 29. Clan (族, Zoku) - 30. Desaparèixer en el camí (路上消失, Rojō Shōshitsu) - 31. Impossible d'explicar, impossible d'entendre (解説不可能意味不明, Kaisetsu Fukanō Imi Fumei) - 32. Perdut (忘れ物, Wasuremono) - 33. Grup de bogeria (集団狂気, Jūdan Kyōki) - 34. Senyor Tanaka (田中さん, Tanaka-san) | Conté els capítols: - 23. Dia ordinari (日常, Nichijō) - 24. Força (強力, Kyōryoku) - 25. Home amb sort (ラッキーな男, Rakkī na Otoko) - 26. Mascota (愛玩動物, Aigandōbutsu) - 27. Poder latent (潜在能力, Senzai Nōryoku) - 28. Retransmissió (再送, Saisō) - 29. Clan (族, Zoku) - 30. Desaparèixer en el camí (路上消失, Rojō Shōshitsu) - 31. Impossible d'explicar, impossible d'entendre (解説不可能意味不明, Kaisetsu Fukanō Imi Fumei) - 32. Perdut (忘れ物, Wasuremono) - 33. Grup de bogeria (集団狂気, Jūdan Kyōki) - 34. Senyor Tanaka (田中さん, Tanaka-san) | Personatges principals de la coberta: - Kei Kurono - Masaru Katō - Kei Kishimoto - Jōichirō Nishi - Tetsuo Nemoto |
| Després de tornar a la seva casa, Kishimoto descobreix que ella és només una còpia i el seu veritable jo va aconseguir sobreviure al seu intent de suïcidi. Al no trobar un altre lloc on viure, s'apropa al departament de Kurono i li pregunta si pot quedar-se. Katō s'enutja en recordar la forma en què van tractar al petit alienígena i acaba enfrontant-se amb un matón de la seva escola. Durant els següents dies, diverses persones han mort i són algunes envides a l'habitació juntament amb els quatre supervivents de la missió anterior. Katō intenta explicar-los en la situació en les quals es troben, però no li paren esment. Els participants són transportats al lloc de la seva nova missió. Kurono no vas veure el seu vestit a causa que ho va deixar en el seu departament i, desafortunadament, és el primer a trobar-se amb l'alienígena. | | |

| Capítol 4 | ISBN | Publicat                                                                         |
| Capítol 4 | ISBN 4-08-876217-7 · ISBN 84-8449-274-5 | 19 d'octubre de 2001                                                             |
| | |                                                                                  |
| Conté els capítols: - 35. Canto (歌声, Utagoe) - 36. Decepció (まやかしもの, Mayakashimono) - 37. Funcionalitat parcial (機能不全, Kinō Fuzen) - 38. Sacrifici (いけにえ, Ikenie) - 39. Enemic submarí (潜行の魔手, Senkō no Mashu) - 40. Perills ignorats (警告無視, Keikoku Mushi) - 41. Aus (鳥, Tori) - 42. Informació en profunditat (情報錯綜, Jōhō Sakusō) - 43. Esdeveniments inesperats (予想外の展開, Yosōgai no Tenkai) - 44. Grup de Tanakas (田中の群, Tanaka no Gun) - 45. Loli Loli (ろりろり, Rori Rori) - 46. Dins del departament (アパートの奥, Apāto no Oku) | Conté els capítols: - 35. Canto (歌声, Utagoe) - 36. Decepció (まやかしもの, Mayakashimono) - 37. Funcionalitat parcial (機能不全, Kinō Fuzen) - 38. Sacrifici (いけにえ, Ikenie) - 39. Enemic submarí (潜行の魔手, Senkō no Mashu) - 40. Perills ignorats (警告無視, Keikoku Mushi) - 41. Aus (鳥, Tori) - 42. Informació en profunditat (情報錯綜, Jōhō Sakusō) - 43. Esdeveniments inesperats (予想外の展開, Yosōgai no Tenkai) - 44. Grup de Tanakas (田中の群, Tanaka no Gun) - 45. Loli Loli (ろりろり, Rori Rori) - 46. Dins del departament (アパートの奥, Apāto no Oku) | Personatges principals de la coberta: - Kei Kurono - Masaru Katō - Kei Kishimoto |
| Nishi baralla contra Sr. Tanaka, però és greument ferit a més de quedar cec després d'explotar-li els seus ulls. Katō intenta salvar-ho i sosté al Sr. Tanaka mentre Kurono li dispara. D'ell apareix una au moribunda, veritable aspecte de l'alienígena. Per la gravetat de les seves ferides, Nishi mor. Malgrat la mort de l'alienígena, el grup no és transportat, sospitant així que aquest no ha de ser l'únic a qui han de derrotar. Un grup, liderat per Katō, va a la recerca d'aquests alienígenes, mentre Kurono es queda per recomanació del primer a causa de la seva vulnerabilitat en no tenir vestit. El grup Katō derrota a diversos enemics. Finalment, Kurono és capturat per dos matones, que estaven en el grup, i és deixat en una casa on es troba la base dels aliens i el seu líder. | |                                                                                  |

| Capítol 5 | ISBN | Publicat |
| Capítol 5 | ISBN 4-08-876267-3 · ISBN 84-8449-311-3 | 19 de febrer de 2002 |
| | | |
| Conté els capítols: - 47. Ressonància (共鳴, Kyōmei) - 48. Cap (親玉, Oyadama) - 49. Pla intel·ligent (奇策, Kisaku) - 50. Col·lapse (崩落, Hōraku) - 51. Captura (捕獲, Hokaku) - 52. Debilitat (弱点, Jakuten) - 53. Falsa tranquil·litat (偽りの平穏, Itsuwari no Heion) - 54. Deslleial i incòmode (不信不快, Fushin Fukai) - 55. Rei descobert (裸の王様, Hadaka no Ō-sama) - 56. Nous participants (新参者, Shinzanmono) - 57. Predicador (説法者, Seppōsha) - 58. Desesperació (絶望, Zetsubō) | Conté els capítols: - 47. Ressonància (共鳴, Kyōmei) - 48. Cap (親玉, Oyadama) - 49. Pla intel·ligent (奇策, Kisaku) - 50. Col·lapse (崩落, Hōraku) - 51. Captura (捕獲, Hokaku) - 52. Debilitat (弱点, Jakuten) - 53. Falsa tranquil·litat (偽りの平穏, Itsuwari no Heion) - 54. Deslleial i incòmode (不信不快, Fushin Fukai) - 55. Rei descobert (裸の王様, Hadaka no Ō-sama) - 56. Nous participants (新参者, Shinzanmono) - 57. Predicador (説法者, Seppōsha) - 58. Desesperació (絶望, Zetsubō) | Personatges principals de la coberta: - Kei Kurono - Masaru Katō - Kei Kishimoto - Jōichirō Nishi - Masanobu Hojo - Sei Sakuraoka |
| Kurono s'enfronta al cap després de fer-ho enfuriar després de trepitjar involuntàriament a una petita au. Kurono intenta escapar i derrotar el cap destruint tota la casa usant la pistola X, però l'au es manté amb vida. Després de matar un dels matones, subjecta a Kurono i vola per destrossar-li el cap. Finalment, Kurono aconsegueix llevar-li el respirador a l'alien, fent-ho deixar anar, i després li destrueix el cap. Els supervivents són enviats a l'habitació i Kurono rep un puntaje considerable, mostrant que, si obté 100 punts guanyarà. En els dies següents, el matón que quedava mor després d'usar la pistola X anés d'una missió. Kurono discuteix amb Kishimoto en saber que està enamorada de Katō i ella es retira del seu departament. Katō i el seu germà es muden a un nou departament al no suportar els abusos de la seva tia. Després, Kurono és transportat a l'habitació on veu diversos rostres nous. | | |

| Capítol 6 | ISBN | Publicat |
| Capítol 6 | ISBN 4-08-876293-2 · ISBN 84-8449-312-1 | 17 de maig de 2002                                                                                               |
| | | |
| Conté els capítols: - 59. Sexe (セックス, Sekkusu) - 60. Guia (案内人, Annainin) - 61. Porta (門, Monn) - 62. Base del rei (仁王立ち, Niōdachi) - 63. Palma (掌, Tenohira) - 64. Avanç (突破口, Toppakō) - 65. Derrota compassiva (慈悲欠落, Jihi Ketsuraku) - 66. Camp de batalla sensacional (扇情の戦場, Senjō no Senjō) - 67. La meva destrucció (破壊の僕, Hakai no Boku) - 68. Llegada d'ensenyaments (外道降臨, Gedō Kōrin) - 69. Pobres rates (窮鼠, Kyūso) - 70. Sentiment de superioritat (選民意識, Senmin Ishiki) | Conté els capítols: - 59. Sexe (セックス, Sekkusu) - 60. Guia (案内人, Annainin) - 61. Porta (門, Monn) - 62. Base del rei (仁王立ち, Niōdachi) - 63. Palma (掌, Tenohira) - 64. Avanç (突破口, Toppakō) - 65. Derrota compassiva (慈悲欠落, Jihi Ketsuraku) - 66. Camp de batalla sensacional (扇情の戦場, Senjō no Senjō) - 67. La meva destrucció (破壊の僕, Hakai no Boku) - 68. Llegada d'ensenyaments (外道降臨, Gedō Kōrin) - 69. Pobres rates (窮鼠, Kyūso) - 70. Sentiment de superioritat (選民意識, Senmin Ishiki) | Personatges principals de la coberta: - Kei Kurono - Masaru Katō - Kei Kishimoto - Masanobu Hojo - Sei Sakuraoka |
| Ja a la cambra Gantz, Katō intenta explicar als nouvinguts incrédulos el que ocorrerà després. Un sacerdot budista, d'entre els nouvinguts, convenç a la majoria d'ells que han anat al més enllà, i que no escoltin a Katō. Una nova noia, anomenada Sei Sakuraoka, accepta tenir relacions sexuals amb Kurono quan l'hi demana, consternada per la tristesa del noi. El grup és transportat a un temple budista, on se suposa han de matar dues estàtues gegantes. Les dues estàtues ataquen al grup i maten a diverses persones. Kurono contraataca contra les estàtues, derrotant a ambdues. Just quan el grup se sent segur de nou, un altre grup d'estàtues, de grandària natural, apareix i s'enfronta a ells. Apareix també una estàtua geganta de Buda. | | |

| Capítol 7 | ISBN | Publicat                                                                                              |
| Capítol 7 | ISBN 4-08-876342-4 · ISBN 84-8449-313-X | 19 de setembre de 2002                                                                                |
| | | |
| Conté els capítols: - 71. El rostre de Buda també (仏の顔も, Hotoke no Kao Mo) - 72. Gran festa de mort (死の大饗, Shi no Taikyō) - 73. El tirador (魔弾の射手, Madan no Shashu) - 74. Matança (劇殺, Gekisatsu) - 75. Barrera (限界, Genkai) - 76. petó mortífero (死の接吻, Shi no Seppun) - 77. Confessió (告白, Kokuhaku) - 78. Lament (慟哭, Dōkoku) - 79. Resignació (諦念, Teinen) - 80. Ràfegues (破裂, Haretsu) - 81. Paraules fredes (冷たい言葉, Tsumetai Kotoba) - 82. Dona fes-ho o mor (背水の女, Haisui no Onna) | Conté els capítols: - 71. El rostre de Buda també (仏の顔も, Hotoke no Kao Mo) - 72. Gran festa de mort (死の大饗, Shi no Taikyō) - 73. El tirador (魔弾の射手, Madan no Shashu) - 74. Matança (劇殺, Gekisatsu) - 75. Barrera (限界, Genkai) - 76. petó mortífero (死の接吻, Shi no Seppun) - 77. Confessió (告白, Kokuhaku) - 78. Lament (慟哭, Dōkoku) - 79. Resignació (諦念, Teinen) - 80. Ràfegues (破裂, Haretsu) - 81. Paraules fredes (冷たい言葉, Tsumetai Kotoba) - 82. Dona fes-ho o mor (背水の女, Haisui no Onna) | Personatges principals de la coberta: - Kei Kurono - Masaru Katō - Kei Kishimoto - Masanobu Hojo - JJ |
| El grup es divideix; Kurono, Katō i Kishimoto lluiten contra els aliens, mentre que uns altres penetren dins del temple, on són assassinats per una altra espècie d'alienígenes. Després de derrotar els seus oponents, Katō i els altres entren en el temple. Una de les estàtues, que adopta la forma d'un Senj? Kannon, comença a llançar àcid sobre ells, i Kishimoto mor en protegir a Katō. Furiosament, Kurono ataca a l'estàtua, però aquesta li destrueix un dels braços i una de les seves cames. Katō ho porta fora del temple fos i tracta de detenir la seva hemorràgia, per després buscar i destruir a la resta d'aliens. Mentre ell està absent, l'estàtua del déu (Senj? Kannon) troba a Kurono i Sakuraoka tracta de protegir-ho. | | |

| Capítol 8 | ISBN | Publicat                                           |
| Capítol 8 | ISBN 4-08-876388-2 · ISBN 84-8449-314-8 | 17 de gener de 2003                                |
| | |                                                    |
| Conté els capítols: - 83. Impotent (無力, Muryoku) - 84. Error sorprenent (奇襲失敗, Kishū Shippai) - 85. Llenguatge humà (人語, Jingo) - 86. Comunicació (コミュニケーション, Comyunikēshon) - 87. rostre veritable (本体, Hontai) - 88. El significat de la victòria (意思の勝利, Ishi no Shōri) - 89. Germà (弟, Otōto) - 90. Sol (孤独, Kodoku) - 91. Assetjament sexual? (ナンパ？, Nanpa?) - 92. Estudiant transferit (転校生, Tenkōsei) - 93. La cambra de l'esfera negra (黒い球の部屋, Kuroi Tama no Heya) - 94. Kei Kurono (くろのけい, Kurono Kei) | Conté els capítols: - 83. Impotent (無力, Muryoku) - 84. Error sorprenent (奇襲失敗, Kishū Shippai) - 85. Llenguatge humà (人語, Jingo) - 86. Comunicació (コミュニケーション, Comyunikēshon) - 87. rostre veritable (本体, Hontai) - 88. El significat de la victòria (意思の勝利, Ishi no Shōri) - 89. Germà (弟, Otōto) - 90. Sol (孤独, Kodoku) - 91. Assetjament sexual? (ナンパ？, Nanpa?) - 92. Estudiant transferit (転校生, Tenkōsei) - 93. La cambra de l'esfera negra (黒い球の部屋, Kuroi Tama no Heya) - 94. Kei Kurono (くろのけい, Kurono Kei) | Personatges principals de la coberta: - Kei Kurono |
| Sakuraoka és assassinada per l'estàtua, que també mata a tots els altres membres a excepció de Katō i Kurono. Katō decideix lluitar contra l'alien i descobreix que l'estàtua s'ha menjat el cervell d'un dels seus companys, donant-li la capacitat de parlar. Katō destrueix la seva forma d'estàtua, no obstant això, l'alien surt de l'estàtua i adquireix una forma més àmplia. Una vegada més, Katō ho destrueix, però ell és assassinat al mateix moment, deixant a Kurono com l'únic supervivent. Kurono reapareix a l'habitació il·lès i és embargat per la depressió en adonar-se que està sol. Dies després, apareix un nou estudiant a l'escola de Kurono, Shion Izumi, qui li diu que hi ha un lloc web que conté informació sobre Gantz. Kurono no revela el seu coneixement de Gantz, perquè sap que això faria que el seu cap exploti. Més tard, Kurono es transporta a l'habitació, però aquesta vegada ell és l'únic allí. | |                                                    |

| Capítol 9 | ISBN | Publicat                                                         |
| Capítol 9 | ISBN 4-08-876217-7 · ISBN 84-8449-477-2 | 19 de maig de 2003                                               |
| | |                                                                  |
| Conté els capítols: - 95. "Gran salt" (幅跳び, "Habatobi") - 96. Lluita en el cel (空中活劇, Kūchū Katsugeki) - 97. Punxades (呵責, Kashaku) - 98. Sent jugat (嬲り者, Naburimono) - 99. Trastornat (錯乱, Sakuran) - 100. Temps límit (タイムリミット, Taimu Rimitto) - 101. Joc de vida (人生ゲーム, Jinsei Gēmu) - 102. Classe espatllada (学級崩壊, Gakkyū Hōkai) - 103. Ment absent > Insegur (恍惚＞不安, Kōkō>Fuan) - 104. Justícia (正義, Seigi) - 105. Objectiu final (最後の餌食, Saigo no Ejiki) - 106. Existència revelada (存在の発覚, Sonzai no Hakkaku) | Conté els capítols: - 95. "Gran salt" (幅跳び, "Habatobi") - 96. Lluita en el cel (空中活劇, Kūchū Katsugeki) - 97. Punxades (呵責, Kashaku) - 98. Sent jugat (嬲り者, Naburimono) - 99. Trastornat (錯乱, Sakuran) - 100. Temps límit (タイムリミット, Taimu Rimitto) - 101. Joc de vida (人生ゲーム, Jinsei Gēmu) - 102. Classe espatllada (学級崩壊, Gakkyū Hōkai) - 103. Ment absent > Insegur (恍惚＞不安, Kōkō>Fuan) - 104. Justícia (正義, Seigi) - 105. Objectiu final (最後の餌食, Saigo no Ejiki) - 106. Existència revelada (存在の発覚, Sonzai no Hakkaku) | Personatges principals de la coberta: - Kei Kurono - Shion Izumi |
| Kurono és transportat a la seva missió en solitari en un terrat. Ell descobreix el seu objectiu, un Chibi Alien, que són un grup d'alienígenes de la grandària d'un nen. Kurono traça un pla sent capaç de destruir-ho; però apareixen més, destruint-li el vestit negre durant la batalla. L'alien supervivent es comunica amb ell mitjançant capacitats telepáticas i li diu que ell ja coneix tots els seus moviments. Kurono escapa i s'amaga fins que el seu temps s'esgoti. Gantz li diu que ell ha fallat la missió, i la seva puntuació es redueix a zero. L'alien, furiós per la mort dels seus companys, jura matar Kurono. Després, Kurono va a la seva escola, i l'alien apareix en el cadàver d'un estudiant i mata a tots els companys del seu amb l'excepció de Shion Izumi i una noia anomenada Tae Kojima. Kurono decideix lluitar contra ell. Al mateix temps, un gran nombre de policies entren a l'escola a lluitar contra el ser desconegut. | |                                                                  |

| Capítol 10 | ISBN | Publicat                                                                                          |
| Capítol 10 | ISBN 4-08-876486-2 · ISBN 84-8449-478-0 | 19 d'agost de 2003                                                                                |
| | |                                                                                                   |
| Conté els capítols: - 107. Anihilació (殲滅, Senmetsu) - 108. Creixement (なりゆき, Nariyuki) - 109. Desig de mort (自殺志願, Jisatsu Shigan) - 110. Fenomen sobrenatural (超常現象, Chōjō Genshō) - 111. L'après (体得, Taitoku) - 112. Opressió (虐めの現場, Ijime no Genba) - 113. Assassinat (殺人, Satsujin) - 114. Interrogant (訊問, Jinmon) - 115. L'home d'Hakata (博多から来た男, Hakata kara Kita Otoko) - 116. Guerra mundial (世界戦, Sekai Ikusa) - 117. Maestro subterrani (裏番, Uraban) - 118. Afecte (恋人, Koibito) | Conté els capítols: - 107. Anihilació (殲滅, Senmetsu) - 108. Creixement (なりゆき, Nariyuki) - 109. Desig de mort (自殺志願, Jisatsu Shigan) - 110. Fenomen sobrenatural (超常現象, Chōjō Genshō) - 111. L'après (体得, Taitoku) - 112. Opressió (虐めの現場, Ijime no Genba) - 113. Assassinat (殺人, Satsujin) - 114. Interrogant (訊問, Jinmon) - 115. L'home d'Hakata (博多から来た男, Hakata kara Kita Otoko) - 116. Guerra mundial (世界戦, Sekai Ikusa) - 117. Maestro subterrani (裏番, Uraban) - 118. Afecte (恋人, Koibito) | Personatges principals de la coberta: - Kei Kurono - Shion Izumi - Hiroto Sakurai - Daizemon Kaze |
| L'alien ataca a un grup de policies, que no són capaços de detenir-ho amb bales. Kurono furtivament darrere d'ell usa una pistola x amb èxit i ho mata. En un intent per mantenir en secret l'incident, els funcionaris del govern li diuen a Kurono que guardi silenci. Després, Tae Kojima es converteix en la núvia de Kurono, i ja no se sent tan sol. En els dies següents, un adolescent anomenat Hiroto Sakurai aprèn d'un home, Kenzo Sakata, l'ús de poders psíquics i els utilitza per assassinar uns matones de la seva escola. Un home gegant, Daizemon Kaze, començarà a buscar a la ciutat a una persona forta que sigui capaç de ser el seu oponent. Combat amb Kurono i és en última instància derrotat Kurono, a causa que estava usant el vestit. | |                                                                                                   |

| Capítol 11 | ISBN | Publicat                                           |
| Capítol 11 | ISBN 4-08-876538-9 · ISBN 84-8449-613-9 | 18 de desembre de 2003                             |
| | |                                                    |
| Conté els capítols: - 119. Classe de mitjanit (真夜中の教室, Mayonaka no Kyōshitsu) - 120. Enveja i gelosia (羨望と嫉妬, Senbō to Shitto) - 121. Home emmascarat (仮面の男, Kamen no Otoko) - 122. El matí del crim (犯行の朝, Hankō no Asa) - 123. Shinjuku a les 10 a. m. (新宿午前十時, Shinjuku Gozen Jūji) - 124. Massacre en Shinjuku (新宿大虐殺, Shinjuku Daigyakusatsu) - 125. Calle per als vianants (歩行者天国, Hokōsha Tengoku) - 126. Barallant desarmat (徒手空拳, Toshu Kūken) - 127. Home (漢, Otoko) - 128. Expiació (贖い, Aganai) - 129. Mort del mestre (師の死, Shi no Shi) - 130. Morint en ira (憤死, Funshi)                                                                                              | Conté els capítols: - 119. Classe de mitjanit (真夜中の教室, Mayonaka no Kyōshitsu) - 120. Enveja i gelosia (羨望と嫉妬, Senbō to Shitto) - 121. Home emmascarat (仮面の男, Kamen no Otoko) - 122. El matí del crim (犯行の朝, Hankō no Asa) - 123. Shinjuku a les 10 a. m. (新宿午前十時, Shinjuku Gozen Jūji) - 124. Massacre en Shinjuku (新宿大虐殺, Shinjuku Daigyakusatsu) - 125. Calle per als vianants (歩行者天国, Hokōsha Tengoku) - 126. Barallant desarmat (徒手空拳, Toshu Kūken) - 127. Home (漢, Otoko) - 128. Expiació (贖い, Aganai) - 129. Mort del mestre (師の死, Shi no Shi) - 130. Morint en ira (憤死, Funshi) | Personatges principals de la coberta: - Kei Kurono |
| Shion demana a Kurono reunir-se amb ell a l'escola i li diu que ell va ser una vegada un participant en Gantz. Esmenta que recentment va rebre una petita esfera Gantz amb un missatge que li va donar instruccions de matar diverses persones. Kurono no és capaç de disparar-li i Izumi li diu que ell farà el que Gantz li ha demanat. El diumenge següent, Izumi disfressat com un home de tez fosca i borrissol facial, comença a massacrar a tots els vianants de Shinjuku amb una borsa plena d'armes. Daizemon Kaze tracta de detenir-ho, però és assassinat en el procés. Hiroto i Kens? també tracten de detenir-ho mitjançant el bloqueig de les seves bales amb les seves habilitats telequinéticas, però moren també. | |                                                    |

| Capítol 12 | ISBN | Publicat                                                         |
| Capítol 12 | ISBN 4-08-876578-8 · ISBN 84-8449-650-3 | 19 de març de 2004                                               |
| | |                                                                  |
| Conté els capítols: - 131. Off-Topic (すれ違い, Surechigai) - 132. Confrontació (対峙, Taiji) - 133. Migdia (ハイヌーン, Hai Nūn) - 134. gairebé estem (ぎりちょん, Girichon) - 135. Regla nova (新ルール, Shin Rūru) - 136. Juràssic (ジュラシック, Jurashiku) - 137. Supervivència del més apte (弱肉強食, Jakunikukyōshoku) - 138. Kansai (カンサイ, Kansai) - 139. Espasa (剣, Ken) - 140. Bisecció (両断, Ryōdan) - 141. Presa (捕食, Hoshoku) - 142. Superhome (スーパーマン, Sūpāman) | Conté els capítols: - 131. Off-Topic (すれ違い, Surechigai) - 132. Confrontació (対峙, Taiji) - 133. Migdia (ハイヌーン, Hai Nūn) - 134. gairebé estem (ぎりちょん, Girichon) - 135. Regla nova (新ルール, Shin Rūru) - 136. Juràssic (ジュラシック, Jurashiku) - 137. Supervivència del més apte (弱肉強食, Jakunikukyōshoku) - 138. Kansai (カンサイ, Kansai) - 139. Espasa (剣, Ken) - 140. Bisecció (両断, Ryōdan) - 141. Presa (捕食, Hoshoku) - 142. Superhome (スーパーマン, Sūpāman) | Personatges principals de la coberta: - Kei Kurono - Shion Izumi |
| Shion segresta a Tae en un esforç per atreure a Kurono a la batalla. Tots dos moren en el duel i són transportats a la sala de Gantz, juntament amb alguns morts per Izumi aquest dia. En arribar a l'habitació, Izumi copeja a Kurono fins a deixar-ho inconscient abans que pugui dir-li a ningú el succeït. Quan Kurono desperta, Izumi i la majoria dels altres ja han estat enviats. Gantz li diu a Kurono que ha d'obtenir quinze punts per sobreviure. També es troba amb una porta que va obrir recentment Izumi, i descobreix uns vehicles, tenint un amb ell en la missió. L'objectiu oficial és el Kappe alien, una persona deformi que porta un gran barret. Kurono s'uneix amb un vell home anomenat Yoshikazu Suzuki i Reika, una famosa i bella idol. Tothom és atacat per diversos dinosaures, però la majoria són assassinats pels combatents. | |                                                                  |

| Capítol 13 | ISBN | Publicat |
| Capítol 13 | ISBN 4-08-876608-3 · ISBN 84-8449-651-1 | 19 de maig de 2004                                                                                               |
| | | |
| Conté els capítols: - 143. retorn del pare (父の背中, Chichi no Senaka) - 144. Rugit (咆哮, Hōkō) - 145. Canibalisme (共食い, Tomogui) - 146. Poder per viure (生きる力, Ikiru Chikara) - 147. Combinació confusa (迷コンビ, Mei Konbi) - 148. Deterioració (落車, Rakusha) - 149. Foment (鼓舞, Kobu) - 150. Leader (リーダー, Rīdā) - 151. Morts simultànies (同時多殺, Dōji Tasatsu) - 152. Inevitable (回避不可能, Kaihi Fukanō) - 153. Cimbell (囮, Otori) - 154. Sentiments (情, Jō) | Conté els capítols: - 143. retorn del pare (父の背中, Chichi no Senaka) - 144. Rugit (咆哮, Hōkō) - 145. Canibalisme (共食い, Tomogui) - 146. Poder per viure (生きる力, Ikiru Chikara) - 147. Combinació confusa (迷コンビ, Mei Konbi) - 148. Deterioració (落車, Rakusha) - 149. Foment (鼓舞, Kobu) - 150. Leader (リーダー, Rīdā) - 151. Morts simultànies (同時多殺, Dōji Tasatsu) - 152. Inevitable (回避不可能, Kaihi Fukanō) - 153. Cimbell (囮, Otori) - 154. Sentiments (情, Jō) | Personatges principals de la coberta: - Kei Kurono - Shion Izumi - Hiroto Sakurai - Daizemon Kaze - Kenz? Sakata |
| Dos dinosaures similars al que lluitava amb Shion s'escapen del museu i ataquen a Reika. Ella aconsegueix sobreviure activant el seu vestit negre. Kurono i el vell, Yoshikazu, utilitzen la motocicleta Gantz per atreure l'atenció dels dinosaures i allunyar-los de la resta del grup. No obstant això, mentre s'allunyen, Kurono cau de la part posterior en la qual actuava com a copilot. Malgrat no portar posat el vestit és capaç de lluitar i matar, en última instància, al dinosaure. Després d'això, tots els altres membres de l'equip reconeixen a Kurono com el seu líder. El grup està envoltat pel Kappe i un grup de Tiranosaurios. L'equip se separa i maten a tots. No obstant això, sorgeix un Braquiosaurio, i sembla estar furiós per la mort dels altres. Kurono s'apropa i desafia al nou dinosaure enemic, preocupat per la seguretat de les altres persones. | | |

| Capítol 14 | ISBN | Publicat                                                              |
| Capítol 14 | ISBN 4-08-876637-7 · ISBN 84-8449-652-X | 16 de juliol de 2004                                                  |
| | |                                                                       |
| Conté els capítols: - 155. Dinosaure esvalotat (恐竜大行進, Kyōryū Daikōshin) - 156. Ataqui sorpresa (不意打ち, Fuiuchi) - 157. Centenars d'ulls (百眼, Hyaku Me) - 158. Vaig portar negre (黒服, Kuro Fuku) - 159. Trobada (邂逅, Kaikō) - 160. L'únic (唯一人, Tada Hitori) - 161. Reunió (再会, Saikai) - 162. Llanterna durant el dia (昼行灯, Hiru Andon) - 163. Seminari (セミナー, Seminā) - 164. Shibuya a les 5 p. m. (渋谷で５時, Shibuya de Goji) - 165. Remolí (旋風, Senpū) - 166. Dent (歯, Ha) | Conté els capítols: - 155. Dinosaure esvalotat (恐竜大行進, Kyōryū Daikōshin) - 156. Ataqui sorpresa (不意打ち, Fuiuchi) - 157. Centenars d'ulls (百眼, Hyaku Me) - 158. Vaig portar negre (黒服, Kuro Fuku) - 159. Trobada (邂逅, Kaikō) - 160. L'únic (唯一人, Tada Hitori) - 161. Reunió (再会, Saikai) - 162. Llanterna durant el dia (昼行灯, Hiru Andon) - 163. Seminari (セミナー, Seminā) - 164. Shibuya a les 5 p. m. (渋谷で５時, Shibuya de Goji) - 165. Remolí (旋風, Senpū) - 166. Dent (歯, Ha) | Personatges principals de la coberta: - Kei Kurono - Yoshikazu Suzuki |
| Amb l'ajuda de Shion, Kurono destrueix l'últim dinosaure de la missió. Si bé totes les persones de la missió estan sent transportades, un grup de misteriosos homes vestits de negre comencen a atacar-los. La majoria dels participants moren, però Yoshikazu és capaç de tornar. En tornar a la sala de Gantz, se'ls dona la seva puntuació. Kurono obté 58, que és molt més del que necessitava per evitar la mort. Després de l'actuació estel·lar de Kurono en l'última batalla, la majoria dels altres membres del grup comencen tots els dies una capacitació amb ell per millorar les seves pròpies capacitats. Durant els dies següents, el germà menor de Kei Kurono, Akira, revela que les persones que van atacar al grup Gantz abans se'ls coneix com a vampirs; i que ell és un d'ells. Els vampirs volen prendre venjança per la mort de tots els alienígenes per les mans de la gent de Gantz. Alguns d'ells són capaços de trobar a Shion i tracten de matar-ho. | |                                                                       |

| Capítol 15 | ISBN | Publicat |
| Capítol 15 | ISBN 4-08-876717-9 · ISBN 84-8449-898-0 | 17 de desembre de 2004                                                                                                   |
| | | |
| Conté els capítols: - 167. El joc de la mort (死亡遊戯, Shibō Yūgi) - 168. Xoc telefònic (テレフォンショッキング, Terefon Shokingu) - 169. Laguna (狭間, Hazama) - 170. Separació (別離, Betsuri) - 171. Imatge fantasma (残像, Zanzō) - 172. Abraçada (抱擁, Hōyō) - 173. Transparent (透明, Tōmei) - 174. Objectiu (標的, Hyōteki) - 175. Reunió (再会, Saikai) - 176. Escapar-se (逃走, Tōsō) - 177. La veritat és revelada (真相吐露, Shinsō Toro) - 178. Partir (分裂, Bunretsu) | Conté els capítols: - 167. El joc de la mort (死亡遊戯, Shibō Yūgi) - 168. Xoc telefònic (テレフォンショッキング, Terefon Shokingu) - 169. Laguna (狭間, Hazama) - 170. Separació (別離, Betsuri) - 171. Imatge fantasma (残像, Zanzō) - 172. Abraçada (抱擁, Hōyō) - 173. Transparent (透明, Tōmei) - 174. Objectiu (標的, Hyōteki) - 175. Reunió (再会, Saikai) - 176. Escapar-se (逃走, Tōsō) - 177. La veritat és revelada (真相吐露, Shinsō Toro) - 178. Partir (分裂, Bunretsu) | Personatges principals de la coberta: - Kei Kurono - Shion Izumi - Hiroto Sakurai - Daizemon Kaze - Kenz? Sakata - Reika |
| Malgrat haver trencat el vestit negre, Shion és capaç de matar el capdavanter dels vampirs amb els quals va lluitar. En els següents dies, Kurono té una cita amb Reika i l'esdeveniment acaba sent publicat en diverses revistes populars de celebritats. Tae ho descobreix i trenca amb Kurono. Kurono i tots els altres membres són transportats per Gantz per matar un grup d'alienígenes. Els aliens són ràpidament derrotats i el grup és retornat a l'habitació, però abans de deixar-los sortir, aquest els encarrega una nova missió, matar Tae Kojima, qui minuts abans havia fotografiat ? sense saber-ho ? al grup Gantz. Kurono de sobte va a la seva casa per protegir-la. Tots els membres restants, excepte Kens?, Hiroto, Yoshikazu, Reika i Kaze s'abstenen a complir amb la missió. | | |

| Capítol 16 | ISBN | Publicat |
| Capítol 16 | ISBN 4-08-876780-2 · ISBN 84-8449-899-9 | 19 d'abril de 2005 |
| | | |
| Conté els capítols: - 179. Sense sendera (無軌道, Mukidō) - 180. Atac personal (対人攻撃, Taijin Kōgeki) - 181. Espai (エリア, Eria) - 182. Assassí (人殺し, Hitogoroshi) - 183. Pel·lícula de plata (銀鉛フィルム, Gin'en Firumu) - 184. Desaparèixer (消失, Shōshitsu) - 185. Menú de 100 punts (１００点めにゅ～, Hyakuten Menyū) - 186. Regal (プレゼント, Purezento) - 187. Investigació (捜査, Sōsa) - 188. Càstig (成敗, Seibai) - 189. Guerrero musculoso (きんにくらいだー, Kinniku Raidā) - 190. Canvi de roba (生着替え, Namakigae) | Conté els capítols: - 179. Sense sendera (無軌道, Mukidō) - 180. Atac personal (対人攻撃, Taijin Kōgeki) - 181. Espai (エリア, Eria) - 182. Assassí (人殺し, Hitogoroshi) - 183. Pel·lícula de plata (銀鉛フィルム, Gin'en Firumu) - 184. Desaparèixer (消失, Shōshitsu) - 185. Menú de 100 punts (１００点めにゅ～, Hyakuten Menyū) - 186. Regal (プレゼント, Purezento) - 187. Investigació (捜査, Sōsa) - 188. Càstig (成敗, Seibai) - 189. Guerrero musculoso (きんにくらいだー, Kinniku Raidā) - 190. Canvi de roba (生着替え, Namakigae) | Personatges principals de la coberta: - Kei Kurono - Shion Izumi - Hiroto Sakurai - Daizemon Kaze - Kenz? Sakata - Reika - Yoshizaku Suzuki |
| Shion encapçala un grup propi i propicia un enfrontament contra l'equip que té per objectiu protegir a Tae, aconseguint matar-la. Kurono pensa a suïcidar-se, però consulta a Gantz el que succeirà si aconsegueix 100 punts. Ell descobreix que pot ressuscitar a algú que hagi participat en missions de Gantz i observa la llista de tots ells, on està inclosa Tae també. En els dies següents, Sakurai, que encara lamenta la mort de les persones que li van intimidar, utilitza la seva telequinesis per detenir delinqüents. En la següent missió, entre els nouvinguts hi ha un nen anomenat Takeshi que va morir com a resultat de l'abús del seu padrastre. Pensa que Daizemon és un heroi que solia admirar abans de morir, i que ell anava a salvar-ho. | | |

| Capítol 17 | ISBN | Publicat                                           |
| Capítol 17 | ISBN 4-08-876826-4 · ISBN 84-8449-900-6 | 19 de juliol de 2005                               |
| | |                                                    |
| Conté els capítols: - 191. Conegut (周知, Shūchi) - 192. Presència pública (公衆の面前, Kōshū no Menzen) - 193. L'Oni està fora (オニは外, Oni wa Soto) - 194. Baralla de carrer (市街戦, Shigaisen) - 195. Tipus de combustió (燃焼系, Nenshōkei) - 196. Transposició (転位, Ten'i) - 197. Combat tancat (接近勝負, Sekkin Shōbu) - 198. Pollastre bastardo (チキン野郎, Chikin Yarō) - 199. Amorf (不定形, Futeikei) - 200. Glop (ゴックン, Gokkun) - 201. Vòmit assassino (殺人嘔吐, Satsujin Ōto) - 202. Home que va néixer d'un desig (願いから生まれた男, Negai kara Umareta Otoko)                             | Conté els capítols: - 191. Conegut (周知, Shūchi) - 192. Presència pública (公衆の面前, Kōshū no Menzen) - 193. L'Oni està fora (オニは外, Oni wa Soto) - 194. Baralla de carrer (市街戦, Shigaisen) - 195. Tipus de combustió (燃焼系, Nenshōkei) - 196. Transposició (転位, Ten'i) - 197. Combat tancat (接近勝負, Sekkin Shōbu) - 198. Pollastre bastardo (チキン野郎, Chikin Yarō) - 199. Amorf (不定形, Futeikei) - 200. Glop (ゴックン, Gokkun) - 201. Vòmit assassino (殺人嘔吐, Satsujin Ōto) - 202. Home que va néixer d'un desig (願いから生まれた男, Negai kara Umareta Otoko) | Personatges principals de la coberta: - Kei Kurono |
| El grup és enviat per matar als Oni alien, criatures amb poders extraordinaris. Takeshi és atacat per varis d'ells, però Daizemon és capaç de derrotar-los. Hiroto i Kenz? lluiten contra un que és capaç de manipular el foc i, a pesar que aconsegueixen derrotar-ho, Hiroto és incinerat. Altres alien entren en els cossos de diverses persones i les fan explotar des del seu interior. En última instància, Kurono destrueix a tots els alien restants. Mentrestant, Daizemon aconsegueix la calma de Takeshi en afirmar que ell és l'heroi que va ser creat per a la seva protecció, com l'havia imaginat ell. | |                                                    |

| Capítol 18 | ISBN | Publicat                                                                         |
| Capítol 18 | ISBN 4-08-876881-7 · ISBN 84-8449-901-4 | 18 de novembre de 2005                                                           |
| | |                                                                                  |
| Conté els capítols: - 203. Punys (ゲンコツ, Genkotsu) - 204. Roca oscilante (スイングロック, Suingu Rokku) - 205. Un oponent digne (好敵手, Kōtekisha) - 206. Abans de la tempesta (嵐の前, Arashi no Mae) - 207. Cròniques (血風録, Keppūroku) - 208. Senyor del llampec (カミナリサマ, Kaminari-sama) - 209. Declaració d'extermini de la humanitat (人類撲滅宣言, Jinrui Bokumetsu Sengen) - 210. Cop de mort (一撃必死, Ichigeki Hisshi) - 211. Les coses que ell veu (見えているモノ, Miete Iru Mono) - 212. Inútil (だめじゃん, Dame-jan) - 213. Cort flotant (飛び斬り, Tobikiri) - 214. Sincronicidad (シンクロニシティ, Shinkuronishiti)                                                                                                | Conté els capítols: - 203. Punys (ゲンコツ, Genkotsu) - 204. Roca oscilante (スイングロック, Suingu Rokku) - 205. Un oponent digne (好敵手, Kōtekisha) - 206. Abans de la tempesta (嵐の前, Arashi no Mae) - 207. Cròniques (血風録, Keppūroku) - 208. Senyor del llampec (カミナリサマ, Kaminari-sama) - 209. Declaració d'extermini de la humanitat (人類撲滅宣言, Jinrui Bokumetsu Sengen) - 210. Cop de mort (一撃必死, Ichigeki Hisshi) - 211. Les coses que ell veu (見えているモノ, Miete Iru Mono) - 212. Inútil (だめじゃん, Dame-jan) - 213. Cort flotant (飛び斬り, Tobikiri) - 214. Sincronicidad (シンクロニシティ, Shinkuronishiti) | Personatges principals de la coberta: - Kei Kurono - Shion Izumi - Daizemon Kaze |
| Daizemon s'enfronta a un Oni, capaç de convertir el seu cos en roca. Després d'una perllongada lluita, Daizemon aconsegueix matar-ho. L'alien capdavanter, que controla el raig, apareix a Tòquio, i comença a matar gent. S'enfronta a Shion, que no és capaç d'infligir-li danyo algun. No obstant això és salvat per la resta dels seus companys. Ells també intenten lluitar contra ell, però al final tots són derrotats per l'alien; encara que Kaze li trenca un braç i Kenz? aconsegueix deixar-ho cec. Kurono lluita contra ell, amb la finalitat d'aconseguir suficients punts per ressuscitar a Tae. Quan semblava que ell és capaç de vèncer-ho, el seu vestit perd força. En aquests moments juntament amb Shion, busquen matar-ho. | |                                                                                  |

| Capítol 19 | ISBN | Publicat                                                                                               |
| Capítol 19 | ISBN 4-08-877069-2 · ISBN 84-8357-109-9 | 19 de juny de 2006                                                                                     |
| | | |
| Conté els capítols: - 215. El patetisme de l'alegria (歓喜のパトス, Kanki no Patosu) - 216. 100 Punts... (１００点・・・, Hyakuten...) - 217. Com usar la llibertat (自由の使い方, Jiyū no Tsukai Kata) - 218. Retorn (カムバック, Kamubakku) - 219. La tercera persona ressuscitada (３人目の生還者, Sanninme no Seikansha) - 220. Número u (いちばん, Ichiban) - 221. Bon treball (おつかれさま, Otsukaresama) - 222. Germà major i germà menor (兄と弟, Ani to Otōto) - 223. Restes que no poden ser esborrats (消せない残滓, Ikenai Zansai) - 224. Bella acosadora (ラブリーストーカー, Raburī Sutōkā) - 225. Clau (カギ, Kagi) - 226. Contacte (コンタクト, Kontakuto) | Conté els capítols: - 215. El patetisme de l'alegria (歓喜のパトス, Kanki no Patosu) - 216. 100 Punts... (１００点・・・, Hyakuten...) - 217. Com usar la llibertat (自由の使い方, Jiyū no Tsukai Kata) - 218. Retorn (カムバック, Kamubakku) - 219. La tercera persona ressuscitada (３人目の生還者, Sanninme no Seikansha) - 220. Número u (いちばん, Ichiban) - 221. Bon treball (おつかれさま, Otsukaresama) - 222. Germà major i germà menor (兄と弟, Ani to Otōto) - 223. Restes que no poden ser esborrats (消せない残滓, Ikenai Zansai) - 224. Bella acosadora (ラブリーストーカー, Raburī Sutōkā) - 225. Clau (カギ, Kagi) - 226. Contacte (コンタクト, Kontakuto) | Personatges principals de la coberta: - Kei Kurono - Shion Izumi - Daizemon Kaze - Reika - Masaru Katō |
| Kurono i Shion maten a l'últim Oni per decapitació i són transportats de nou a l'habitació per rebre els seus resultats. Aquesta vegada, la majoria d'ells són capaces d'aconseguir 100 punts. Kenz? els utilitza per ressuscitar a Hiroto. Reika, Yoshikazu i Daizemon decideixen utilitzar-los per reviure a Tae, Katō i Nishi que són capaços d'ajudar els altres participants. No obstant això, quan Kurono és a punt de reviure a algú més, els seus socis li suggereixen demanar a Gantz l'opció que li permet sortir del cicle de batalla. Seguint els seus consells, és capaç de tornar a la seva vida normal, sense cap record de les activitats de Gantz oblidant també que Tae era la seva núvia. Això ho confon, ja que ell encara té els seus regals i imatges. Kurono s'adona que ha perdut els seus records i intenta d'obtenir-los de tornada. | | |

| Capítol 20 | ISBN | Publicat                                                              |
| Capítol 20 | ISBN 4-08-877187-7 · ISBN 84-8357-262-1 | 19 de desembre de 2006                                                |
| | |                                                                       |
| Conté els capítols: - 227. Caçador misteriós (ミステリーハンター, Misuterī Hantā) - 228. El sopar dels del vestit negre (黒服の食卓, Kuro Fuku no Shokutaku) - 229. Sortida (流出, Ryūshutsu) - 230. Tall (唐竹割り, Karatake Wari) - 231. Visita a casa (家庭訪問, Katei Hōmon) - 232. Altruisme (利他的行動, Ritateki Kōdō) - 233. Anem a algun lloc (一緒にどっか, Issho ni Dokka) - 234. Heroi, jo? (英雄, 俺？, Eiyū, Ore?) - 235. Festa escombraries (ジャンクパーティー, Janku Pātī) - 236. Desinfecció Fotocatalítica (光殺菌, Hikari Sakkin) - 237. Següent Fase (・・・ネクストフェイズ, ...Nekusuto Feizu) | Conté els capítols: - 227. Caçador misteriós (ミステリーハンター, Misuterī Hantā) - 228. El sopar dels del vestit negre (黒服の食卓, Kuro Fuku no Shokutaku) - 229. Sortida (流出, Ryūshutsu) - 230. Tall (唐竹割り, Karatake Wari) - 231. Visita a casa (家庭訪問, Katei Hōmon) - 232. Altruisme (利他的行動, Ritateki Kōdō) - 233. Anem a algun lloc (一緒にどっか, Issho ni Dokka) - 234. Heroi, jo? (英雄, 俺？, Eiyū, Ore?) - 235. Festa escombraries (ジャンクパーティー, Janku Pātī) - 236. Desinfecció Fotocatalítica (光殺菌, Hikari Sakkin) - 237. Següent Fase (・・・ネクストフェイズ, ...Nekusuto Feizu) | Personatges principals de la coberta: - Kei Kurono - Amfitrió Samurái |
| Un detectiu pregunta a Kurono sobre el "Equip de Gantz". No obstant això, encara és incapaç de recordar algun dels esdeveniments relacionats amb Gantz. Mentrestant, el vampir Akira Kurono, germà menor de Kei, intenta salvar a una jove de ser assassinada pels vampirs, però és copejat pel vampir capdavanter, qui finalment la hi porta. El detectiu tracta d'entrevistar als vampirs, però és obligat a revelar informació sobre ells. Després d'això, els vampirs s'enfronten a Shion, assassinant-ho quan tracta de protegir la seva núvia. Akira Kurono li diu a Kei que ell és el proper objectiu dels vampirs, i també li diu que ells són vulnerables a la llum del sol, preparant-ho a Kurono de l'atac. Aquesta nit, quan és atacat pels vampirs; Kurono s'enfronta a ells, però és assassinat pel líder. Katō i els seus amics tracten de rescatar-ho, però són atacats pels dos vampirs supervivents, els quals són transportats per Gantz juntament amb ells en el procés. | |                                                                       |

### Segona fase: Catàstrofe
| Capítol 21 | ISBN | Publicat                                            |
| Capítol 21 | ISBN 978-4-08-877276-9 · ISBN 84-8357-285-0 | 18 de maig de 2007                                  |
| | |                                                     |
| Conté els capítols: - 238. Amifitrió Samurai (ホストさむらい, Hosuto Samurai) - 239. Nurari-pyon (ぬらりぴょん) - 240. Dōtonbori (ドートンボリ) - 241. Olor encantadora (歓喜なる臭気, Kanki Naru Shūki) - 242. Què coi? (なんやねん, Nan'yanen) - 243. Història del costat oest (ウエストサイドストーリー, Uesuto Saido Sutōrī) - 244. Ciutat de goluts (喰いだおれの街, Kuidaore no Machi) - 245. L'última part de la força (強さのラストピース, Tsuyosa no Rasuto Pīsu) - 246. Caçar per ser caçat (狩りと狩られ, Kari to Karare) - 247. Vides barates (チープな命たち, Chippu na Inochi-tachi) | Conté els capítols: - 238. Amifitrió Samurai (ホストさむらい, Hosuto Samurai) - 239. Nurari-pyon (ぬらりぴょん) - 240. Dōtonbori (ドートンボリ) - 241. Olor encantadora (歓喜なる臭気, Kanki Naru Shūki) - 242. Què coi? (なんやねん, Nan'yanen) - 243. Història del costat oest (ウエストサイドストーリー, Uesuto Saido Sutōrī) - 244. Ciutat de goluts (喰いだおれの街, Kuidaore no Machi) - 245. L'última part de la força (強さのラストピース, Tsuyosa no Rasuto Pīsu) - 246. Caçar per ser caçat (狩りと狩られ, Kari to Karare) - 247. Vides barates (チープな命たち, Chippu na Inochi-tachi) | Personatges principals de la coberta: - Masaru Katō |
| Després de la mort de Kurono, tots els seus companys són transportats a l'habitació incloent els dos vampirs, armant-se aviat una breu confrontació que acaba quan els vampirs comprenen la dinàmica de les missions. Katō està decidit d'aconseguir els 100 punts per reviure a Kurono. El grup és enviat a Osaka per a aquesta missió. L'equip ha de destruir a uns aliens Nurarihyon. Takeshi és el primer a arribar i mata a alguns dels més febles després d'haver quedat aterrit davant l'atac dels estranys éssers. Els altres membres descobreixen un altre equip Gantz d'Osaka, els quals els ordenen que no ataquin als alienígenes perquè la missió és d'ells. Daizemon troba a Takeshi i li ajuda a destruir altres aliens. Mentrestant, després de descobrir que en l'equip d'Osaka han obtingut 100 punts en diverses ocasions, Katō pensa que és impossible reviure a tothom i al seu torn sortir de Gantz. | |                                                     |

| Capítol 22 | ISBN | Publicat                                                                                     |
| Capítol 22 | ISBN 978-4-08-877349-0 · ISBN 978-84-8357-398-3 | 19 de novembre de 2007                                                                       |
| | |                                                                                              |
| Conté els capítols: - 248. Il·lustració a través de la mort (死捨悟入, Shisha Gonyū) - 249. Alienígena hipòcrita (ギゼンシャ星人, Gizensha Sijin) - 250. Els tres S (ドＳの３人, Do S no Sannin) - 251. Home dedicat (ひたむきな男, Hitamuki na Otoko) - 252. Les persones de l'oest (西の人々, Nishi no Hitobito) - 253. Això i allò? (なにがしそれがし？, Nanigashi Soregashi?) - 254. Amb un dit (指一本, Yubi Ippon) - 255. Malgrat tot, ho vull (勝手やネん, Katte Yanen) - 256. Els dels 100 punts (１００点のヤツ, Hyakuten no Yatsu) | Conté els capítols: - 248. Il·lustració a través de la mort (死捨悟入, Shisha Gonyū) - 249. Alienígena hipòcrita (ギゼンシャ星人, Gizensha Sijin) - 250. Els tres S (ドＳの３人, Do S no Sannin) - 251. Home dedicat (ひたむきな男, Hitamuki na Otoko) - 252. Les persones de l'oest (西の人々, Nishi no Hitobito) - 253. Això i allò? (なにがしそれがし？, Nanigashi Soregashi?) - 254. Amb un dit (指一本, Yubi Ippon) - 255. Malgrat tot, ho vull (勝手やネん, Katte Yanen) - 256. Els dels 100 punts (１００点のヤツ, Hyakuten no Yatsu) | Personatges principals de la coberta: - Nobuo Muroya - Shimaki - Kazuo Kuwabara - Kyo Hanaki |
| Katō va solament en la lluita contra els Nurarihiyon. Coneix Anzu Yamasaki, una dona de l'equip d'Osaka, qui li diu que en el seu equip hi ha una parella i un nen sense vestits per protegir-se a si mateixos. Katō i Anzu són atacats per un àlien gegant. Katō atrapa a l'àlien en una petita tenda i el mata. Al mateix moment, els dos vampirs troben un parell d'aliens similars a (Hannya i Màscara Noh) i intenten aliar-s'hi, però els aliens el traeixen a causa que ells pertanyen a l'equip Gantz. No obstant això, el vampir, sobrenomenat "Amfitrió Samurai", destrueix i rescata la seva parella. Mentrestant, dos membres de l'equip d'Osaka descobreixen un Nurarihyon, que té un valor de cent punts. Katō quan sent això, decideix derrotar-lo per així poder reviure Kurono | |                                                                                              |

| Capítol 23 | ISBN | Publicat                                                                        |
| Capítol 23 | ISBN 978-4-08-877445-9 · ISBN 978-84-8357-683-0 | 19 de maig de 2008                                                              |
| | |                                                                                 |
| Conté els capítols: - 257. Desesperació (やぶれかぶれ, Yabure Kabure) - 258. Splatterhead (パチパチヘッド, Pachipachi Heddo) - 259. Mig despert (半覚醒, Hankakusei) - 260. Contra l'esquadró de defensa (対自衛隊, Tai Jieitai) - 261. Anihilació contra destrucció (消滅と消失, Shōmetsu to Shōshitsu) - 262. Com una panerola (ゴキブリなみ, Kokiburi na Mi) - 263. Mort impossible (ありえない死, Arienai Shi) - 264. Seny contra múscul (柔よく剛を・・・, Yawa Yoku Gō o...) | Conté els capítols: - 257. Desesperació (やぶれかぶれ, Yabure Kabure) - 258. Splatterhead (パチパチヘッド, Pachipachi Heddo) - 259. Mig despert (半覚醒, Hankakusei) - 260. Contra l'esquadró de defensa (対自衛隊, Tai Jieitai) - 261. Anihilació contra destrucció (消滅と消失, Shōmetsu to Shōshitsu) - 262. Com una panerola (ゴキブリなみ, Kokiburi na Mi) - 263. Mort impossible (ありえない死, Arienai Shi) - 264. Seny contra múscul (柔よく剛を・・・, Yawa Yoku Gō o...) | Personatges principals de la coberta: - Nobuo Muroya - Shimaki - Kazuo Kuwabara |
| Un membre de l'equip d'Osaka destrueix part de l'alien de 100 punts, però mor en el procés. Un altre membre d'Osaka és atacat per altres dos aliens i amb l'ajuda d'una persona invisible és capaç d'escapar, però després és envoltat pels membres de les forces armades. Katō intenta defensar-ho però són atacats per dos dels aliens caps (Inugami i Tengu). Tres membres de l'equip d'Osaka arriben i els destrueixen, encara que un d'ells mor. Després d'això, l'alien de 100 punts reapareix. Malgrat ser destruït en diverses ocasions, ressuscita en una nova forma i segueix lluitant. | |                                                                                 |

| Capítol 24 | ISBN | Publicat                                                                          |
| Capítol 24 | ISBN 978-4-08-877511-1 · ISBN 978-84-8357-763-9 | 17 d'octubre de 2008                                                              |
| | |                                                                                   |
| Conté els capítols: - 265. Dona demoníaca (女地獄, Onna Jigoku) - 266. Emboscada (伏兵の強襲, Fukuhei no Kyōshū) - 267. Forçat de competir (強制参加, Kyōsei Aanka) - 268. El primer no tornarà (還らぬ者, Kaeranumono) - 269. Supervivència dels aptes (弱肉強食, Jakunikukyōshoku) - 270. Ping Pong (ピンポン, Pin Pon) - 271. Diferencia de nivells entre ell i nosaltres (断絶する彼我差, Danzetsu Suru Higa Sa) - 272. Relleu (選手交代, Senshu Kōtai) | Conté els capítols: - 265. Dona demoníaca (女地獄, Onna Jigoku) - 266. Emboscada (伏兵の強襲, Fukuhei no Kyōshū) - 267. Forçat de competir (強制参加, Kyōsei Aanka) - 268. El primer no tornarà (還らぬ者, Kaeranumono) - 269. Supervivència dels aptes (弱肉強食, Jakunikukyōshoku) - 270. Ping Pong (ピンポン, Pin Pon) - 271. Diferencia de nivells entre ell i nosaltres (断絶する彼我差, Danzetsu Suru Higa Sa) - 272. Relleu (選手交代, Senshu Kōtai) | Personatges principals de la coberta: - Anzu Yamasaki - Oka Hachirō - Masaru Katō |
| L'últim Nurarihyon es transforma en una muntanya de dones i mata a varis dels combatents d'Osaka. Katō i els altres membres de l'equip Tòquio s'uneixen a la batalla i tracten de destruir-ho també. L'alien, una vegada més, es transforma i es converteix en un monstre gegant tipus Minotaure, ferint greument a l'equip. Kenz? decideix detenir-ho amb el seu poder psíquic mentre que els altres escapen i mor en el procés. El Nura segueix a l'equip de Tòquio i, just quan són a punt de ser assassinats, l'últim caçador d'Osaka, Oka Hachir?, apareix. Utilitza una versió millorada del vestit negre per dominar a l'alien. El Nura ressuscita de nou, aquesta vegada en forma d'un ancià i continua la lluita contra l'Oka. Oka ho venç, però decideix no acabar al Nura, pensant que pot morir, mentre ho fa. No obstant això, l'alien es transforma en diverses pilotes i procedeix a atacar a l'esquadra de Tòquio. | |                                                                                   |

| Capítol 25 | ISBN | Publicat                                                                   |
| Capítol 25 | ISBN 978-4-08-877597-5 · ISBN 978-84-8357-529-1 | 19 de febrer de 2009                                                       |
| | |                                                                            |
| Conté els capítols: - 273. Rugits de terror (恐怖の咆哮, Kyōfu no Hōkō) - 274. Melé precipitat (肉弾ラッシュ, Nikudan Rasshu) - 275. Recuperant un pla (挽回の奇策, Bankai no Kisaku) - 276. Preguntant al qüestionador (質問に質問, Shitsumon ni Shitsumon) - 277. El tirador (魔弾の射手, Madan no Shashu) - 278. Una vegada a la vida (千載一遇のラッシュ, Senzai Ichigū no Rasshu) - 279. Una valuosa elecció (価値ある選択, Kachi Aru Sentaku) - 280. Preludi del col·lapse (崩壊の序曲, Hōkai no Jokyoku) | Conté els capítols: - 273. Rugits de terror (恐怖の咆哮, Kyōfu no Hōkō) - 274. Melé precipitat (肉弾ラッシュ, Nikudan Rasshu) - 275. Recuperant un pla (挽回の奇策, Bankai no Kisaku) - 276. Preguntant al qüestionador (質問に質問, Shitsumon ni Shitsumon) - 277. El tirador (魔弾の射手, Madan no Shashu) - 278. Una vegada a la vida (千載一遇のラッシュ, Senzai Ichigū no Rasshu) - 279. Una valuosa elecció (価値ある選択, Kachi Aru Sentaku) - 280. Preludi del col·lapse (崩壊の序曲, Hōkai no Jokyoku) | Personatges principals de la coberta: - Masaru Katō - Nura - Daizemon kaze |
| L'atac deixa greument ferit a Takeshi, i Daizemon decideix lluitar contra l'alien. El Nura aprofita aquesta vegada la forma d'un esquelet i lluita contra Daizemon. Daizemon queda ferit, i el Nura decideixi buscar i matar Oka. Disposats a renunciar, Katō demana ajuda els seus companys, mentre que el fa d'esquer. El Nura torna, i tots els caçadors disparen a fi de derrotar-ho. No obstant això, l'alien aconsegueix defensar-se i talla les cames de Kato. Abans que Katō sigui assassinat, Anzu li protegeix, morint en el procés. El vampir "Amfitrió Samurái" combat al Nurarihyon, permetent a Katō matar l'alien. Finalitzada la missió, els membres supervivents de Tòquio tornen a Tòquio, on Katō rep 100 punts. Decideix reviure a Kei, que apareix a l'habitació sense recordar el que va ocórrer després que ell va optar per deixar l'habitació. Mentrestant, Nishi diu que l'equip no importa ara, ja que, d'acord amb Gantz, tota la humanitat serà destruïda en una setmana a causa d'una catàstrofe. | |                                                                            |

| Capítol 26 | ISBN | Publicat                                                                           |
| Capítol 26 | ISBN 978-4-08-877668-2 · ISBN 84-8357-959-6 | 12 de juny de 2009                                                                 |
| | |                                                                                    |
| Conté els capítols: - 281. Càlids records (ぬくもりの記憶, Nukumori no Kioku) - 282. Orgullós primat (驕れる霊長類, Ogoreru Reichōrui) - 283. Trobada desesperada (絶望ミーティング, Zetsubō Mītingu) - 284. Fàbrica (工場, Kōjō) - 285. L'esfera i la ment lligada juntes (繋がる球と想い, Tsunagaru Tama to Omoi) - 286. Sentiments distorsionats (歪む思い, Yugamu Omoi) - 287. Definició d'assetjament (いじめの定義, Ijime no teigi) - 288. El rugit del col·lapse (終末の破砕音, Shūmatsu no hasai on) - 289. Món turmentat (強襲する世界, Kyōshū suru sekai) - 290. Intel·ligència com d'una palla (藁のような叡知, Kō no yōna Eichi) - 291. La saviesa de la bellesa (美の叡智, Bi no Eichi) | Conté els capítols: - 281. Càlids records (ぬくもりの記憶, Nukumori no Kioku) - 282. Orgullós primat (驕れる霊長類, Ogoreru Reichōrui) - 283. Trobada desesperada (絶望ミーティング, Zetsubō Mītingu) - 284. Fàbrica (工場, Kōjō) - 285. L'esfera i la ment lligada juntes (繋がる球と想い, Tsunagaru Tama to Omoi) - 286. Sentiments distorsionats (歪む思い, Yugamu Omoi) - 287. Definició d'assetjament (いじめの定義, Ijime no teigi) - 288. El rugit del col·lapse (終末の破砕音, Shūmatsu no hasai on) - 289. Món turmentat (強襲する世界, Kyōshū suru sekai) - 290. Intel·ligència com d'una palla (藁のような叡知, Kō no yōna Eichi) - 291. La saviesa de la bellesa (美の叡智, Bi no Eichi) | Personatges principals de la coberta: - Reika Shimohira - Kei Kurono - Masaru Katō |
| Els membres de Tòquio tornen a les seves vides normals, però romanen preocupats sobre el comentari de Nishi de la destrucció mundial. Els membres es reuneixen una altra vegada, i demanen a Nishi dir-los sobre Gantz. Nishi els diu que hi ha diversos equips de Gantz a tot el món i que sospita que els aliens i les esferes negres van ser fets per homes. Mentrestant, Kikuchi va a Alemanya, on amb l'ajuda d'una persona anomenada Sebastian, troba una fàbrica d'esferes negres. Reika va a l'apartament de Kurono i li confessa els seus sentiments, però Kurono li diu que ell està enamorat de Tae. En sortir de l'apartament decideix aconseguir 100 punts per ressuscitar un altre Kurono de manera que el nou l'estimés. Nishi torna a la seva escola i els seus companys intenten assassinar-ho tirant-ho per la finestra. Enfuriat, Nishi mata a la major part d'ells forçant a diversos soldats a atacar-ho. Abans de morir ell mateix, Nishi és transportat a la cambra de Gantz amb tots els membres de l'equip de Tòquio. Llavors l'equip és transportat a Itàlia on es troben que els participants de tot el món, la majoria morts per alienígenes en forma d'estàtua romana. | |                                                                                    |

| Capítol 27 | ISBN | Publicat                                                                          |
| Capítol 27 | ISBN 978-4-08-877721-4 · ISBN 978-84-9947-048-1 | 19 d'octubre de 2009                                                              |
| | |                                                                                   |
| Conté els capítols: - 292. Tragèdia multinacional (多国籍惨劇, Takokuseki Sangeki) - 293. El preu del coratge (勇気の対価は感想, Yūki no Taika wa Kansō) - 294. Apagada (シャットダウン, Shattodaun) - 295. Trastorn del col·lapse de la colònia (蜂群崩壊症候群, Hōgun Hōkai Shōkōgun) - 296. Significat d'acabar (終わりの意味, Owari no Imi) - 297. Els moviments dins de la bola negra (黒球の中の胎動, Kuro Tama no Naka no Taidō) - 298. Providència retorçada i amor (歪む摂理と恋心, Igamu Setsuri to Koikokoro) - 299. Com fer una eternitat (永遠のつくりかた, Eien no Tsukurikata) - 300. El savi de la foscor (闇の帳の老賢者, Yami no Chō no Rōkenja) - 301. La llum diürna de l'interior de la mansió (館の中の白日, Kan no Naka no Hakujitsu) - 302. El mentider de Berlín (伯林のトリックスター, Berurin no Torikkusutā) - 303. La llum diürna de la destrucció (破滅のデイライト, Hametsu no Dei Raito) | Conté els capítols: - 292. Tragèdia multinacional (多国籍惨劇, Takokuseki Sangeki) - 293. El preu del coratge (勇気の対価は感想, Yūki no Taika wa Kansō) - 294. Apagada (シャットダウン, Shattodaun) - 295. Trastorn del col·lapse de la colònia (蜂群崩壊症候群, Hōgun Hōkai Shōkōgun) - 296. Significat d'acabar (終わりの意味, Owari no Imi) - 297. Els moviments dins de la bola negra (黒球の中の胎動, Kuro Tama no Naka no Taidō) - 298. Providència retorçada i amor (歪む摂理と恋心, Igamu Setsuri to Koikokoro) - 299. Com fer una eternitat (永遠のつくりかた, Eien no Tsukurikata) - 300. El savi de la foscor (闇の帳の老賢者, Yami no Chō no Rōkenja) - 301. La llum diürna de l'interior de la mansió (館の中の白日, Kan no Naka no Hakujitsu) - 302. El mentider de Berlín (伯林のトリックスター, Berurin no Torikkusutā) - 303. La llum diürna de la destrucció (破滅のデイライト, Hametsu no Dei Raito) | Personatges principals de la coberta: - Kei Kurono - Jōichirō Nishi - Masaru Katō |
| En la seva primera missió internacional, Gantz envia a l'equip de Tòquio a Roma on es troben equips Gantz de tot el món, entre ells xinesos, nord-americans i inclusos equips japonesos d'altres parts com Hiroshima.en aquesta missió, Inaba va estar a punt de caure davant desenes d'aliens, però és salvat pel vell a costa de la seva vida, Inaba en veure que Suzuki va ser assassinat sent l'únic que alguna vegada es preocupo per ell, la gratitud i l'aferración a la vida li impulsa a barallar i acaba carregant-se a tota la unitat d'aliens de la zona i inclusivament al fort que merodeaba en aquest sector, costant-li una orella i un braç. Mentre, Kurono prenia la H gun d'un membre dels equips aliats, salvant així als ganzters de la zona en acabar amb l'estàtua en forma de genet, d'altra banda Kato transportava amb la I-gun a l'estàtua en forma de Zeus. El duo dels K, es percatan que els membres del seu equip estan en problemes i immediatament acudeixen al seu rescat, però es detenen sorpresos en veure que Inaba a derrotat a múltiples enemics i és assassinat sent aixafat pel boss de la missió, un àngel de la grandària d'un edifici el qual compta amb l'habilitat de desintegrar la matèria que es troba als seus voltants, mentre Kato i Kurono evitaven els atacs del boss es percatan que tant Inaba com Suzuki han mort, i quan els altres ganzters internacionals pregaven per la seva vida, misteriosament la transferència comença rescatant-los d'una mort segura. Reika, Nishi, Sakurai, Kaze, Takeshi, Kato, Hikawa i Chiaki són transferits deixant solament a Kurono, el qual és esbocinat a la meitat, no obstant això en el seu últim esforç amb un precís tret de la H gun, part a la meitat al boss, immediatament Kurono és transferit, de nou a l'habitació pel que sembla l'esfera té problemes de transmissió, mostrant els punts de Sakurai, els vampirs, Kaze, Takeshi amb 0 punts. En comptes dels punts que falten diu FI donant a entendre que no tornaran a l'habitació de nou. Posteriorment es mostra el puntaje de kato de 60 punts, després el de nishi que supera els 100 punts el qual decideix una super arma, Nishi ara compta amb dues H gun, una la va obtenir sent transferit amb una H gun d'un altre equip, Reika obté els 100 punts també i en estar apunto de reviure a Susuki-sant, l'esfera s'apaga, posteriorment s'encén de nou saltant-se el torn de Reika i mostrant un puntaje prop de 90 punts de Kurono, després l'esfera s'apaga i no torna a encendre's, després de tots sortir del departament, Reika torna i es troba amb l'home de l'esfera, est li diu que li recordi el nom de la persona a qui anava a reviure. Diu que Suzuki però com realment vol reviure a Kurono això és el que fa l'home de l'esfera (en realitat és un altre clon de Kurono amb els records fins a l'actual missió). Aquest Kurono es va a viure amb Reika a la qual odia al principi, però després de parlar amb el Kurono original l'acaba acceptant. Més tard tenen relacions sexuals. | |                                                                                   |

### Tercera fase: Final
| Capítol 28 | ISBN | Publicat                                                                           |
| Capítol 28 | ISBN 978-4-08-877854-9 · ISBN 978-84-9947-110-5 | 19 de maig de 2010                                                                 |
| | |                                                                                    |
| Conté els capítols: - 304. Estels fugaços (シューティングスター, Shūtingu Sutā) - 305. Rebuig a la rendició (降伏却下, Kōfuku Kyakka) - 306. Tòquio eliminat (トーキョー・エリミネーター, Tōkyō Eriminētā) - 307. Gigaestructura (構造ジグ, Kōzō Jigu) - 308. Col·lisió amb el desconegut (未知との衝突 Michi to no Shōtotsu) - 309. Decisió per obrir foc (決意の火蓋, Ketsui no Hibuta) - 310. Gent salvada, coses destrossades (救えた者と零した物, Sukuetamono to Koboshitamono) - 311. Esperança de cautela (ステルスの希望,, Suterusu no Kibō) | Conté els capítols: - 304. Estels fugaços (シューティングスター, Shūtingu Sutā) - 305. Rebuig a la rendició (降伏却下, Kōfuku Kyakka) - 306. Tòquio eliminat (トーキョー・エリミネーター, Tōkyō Eriminētā) - 307. Gigaestructura (構造ジグ, Kōzō Jigu) - 308. Col·lisió amb el desconegut (未知との衝突 Michi to no Shōtotsu) - 309. Decisió per obrir foc (決意の火蓋, Ketsui no Hibuta) - 310. Gent salvada, coses destrossades (救えた者と零した物, Sukuetamono to Koboshitamono) - 311. Esperança de cautela (ステルスの希望,, Suterusu no Kibō) | Personatges principals de la coberta: - Reika Shimohira - Masaru Katō - Kei Kurono |
| [ 91 ] | |                                                                                    |

| Capítol 29 | ISBN | Publicat |
| Capítol 29 | ISBN 978-4-08-879025-1 · ISBN 978-84-9947-166-2 | 17 de setembre de 2010 |
| | | |
| Conté els capítols: - 312. El començament del contraatac (逆襲の執行, Gyakushū no Shikkō) - 313. La pèrdua del control (制御の消失, Seigyo no shōshitsu) - 314. Agitació (アジテーション, Ajitēshon) - 315. Xoc de civilitzacions (文明の衝突, Bunmei no Shōtotsu) - 316. Torçar i doblegar (ツイスト アンド ターン, Tsuisuto ando Tān) - 317. Moments de superioritat (刹那の優勢, Setsuna no Yūsei) - 318. Frenètica persecució de seguretat (猛追する安否, Mōtsui suru Anpi) - 319. Vida plena de llàgrimes (剥がされる, Hagasareru Inochi) | Conté els capítols: - 312. El començament del contraatac (逆襲の執行, Gyakushū no Shikkō) - 313. La pèrdua del control (制御の消失, Seigyo no shōshitsu) - 314. Agitació (アジテーション, Ajitēshon) - 315. Xoc de civilitzacions (文明の衝突, Bunmei no Shōtotsu) - 316. Torçar i doblegar (ツイスト アンド ターン, Tsuisuto ando Tān) - 317. Moments de superioritat (刹那の優勢, Setsuna no Yūsei) - 318. Frenètica persecució de seguretat (猛追する安否, Mōtsui suru Anpi) - 319. Vida plena de llàgrimes (剥がされる, Hagasareru Inochi) | Personatges principals de la coberta: - Masaru Katō - Alien - Hiroto Sakurai - Daizemon Kaze - Takeshi - Kojima Tae - Kei Kurono - Reika Shimohira |
| [ 94 ] | | |

| Capítol 30 | ISBN | Publicat |
| Capítol 30 | ISBN 978-4-08-879088-6 · ISBN 978-84-9947-167-9 | 19 de gener de 2011 |
| | | |
| Conté els capítols: - 320. Senyal de mort (断末の合図, Danmatsu no Aizu) - 321. Salvació pervertida (変質する救済, Henshitsu suru Kyūsai) - 322. La part inferior de la cadena (連鎖の最底辺, Rensa no Saiteihen) - 323. Profunditats del Món Àlien (異界の深奥, Ikai no Shin'ō) - 324. L'elecció dels qui tenen poder (力有る者の選択, Chikara arumono no Sentaku) - 325. Reunió desvelada (展示された再会, Tenjisareta Saikai) - 326. Noia joguina (玩具少女, Omocha shōjo) | Conté els capítols: - 320. Senyal de mort (断末の合図, Danmatsu no Aizu) - 321. Salvació pervertida (変質する救済, Henshitsu suru Kyūsai) - 322. La part inferior de la cadena (連鎖の最底辺, Rensa no Saiteihen) - 323. Profunditats del Món Àlien (異界の深奥, Ikai no Shin'ō) - 324. L'elecció dels qui tenen poder (力有る者の選択, Chikara arumono no Sentaku) - 325. Reunió desvelada (展示された再会, Tenjisareta Saikai) - 326. Noia joguina (玩具少女, Omocha shōjo) | Personatges principals de la coberta: - Masaru Katō - Hiroto Sakurai - Daizemon Kaze - Takeshi - Kojima Tae - Kei Kurono - Reika Shimohira |
| [ 97 ] | | |

| Capítol 31 | ISBN | Publicat |
| Capítol 31 | ISBN 978-4-08-879129-6 · ISBN 978-84-9947-310-9 | 19 d'abril de 2011                                                                                               |
| | | |
| Conté els capítols: - 327. Incidència en un palanquí (駕籠の中の純情, Kago no naka no Junjō) - 328. Transcendència (超越, Chōetsu) - 329. Trobada rebel (叛意の集結, Han'i no Shūketsu) - 330. Les normes de la rebel·lió es reuneixen (集結する反旗, Shūketsu suru Hanki) - 331. Invasió reversible (可逆なる侵略, Kagyaku naru Shinryaku) - 332. Les voluntats s'acumulen (集積する意志たち, Shūseki suru Ishi-tachi) - 333. Límits extrems (極限の仕様, Kyokugen no Shō) - 334. Vides irreversibles (非可逆生命, Hikagyaku Seimei) - 335. Conflicte de rescat (すれ違う救済, Surechigau Kyūsai) | Conté els capítols: - 327. Incidència en un palanquí (駕籠の中の純情, Kago no naka no Junjō) - 328. Transcendència (超越, Chōetsu) - 329. Trobada rebel (叛意の集結, Han'i no Shūketsu) - 330. Les normes de la rebel·lió es reuneixen (集結する反旗, Shūketsu suru Hanki) - 331. Invasió reversible (可逆なる侵略, Kagyaku naru Shinryaku) - 332. Les voluntats s'acumulen (集積する意志たち, Shūseki suru Ishi-tachi) - 333. Límits extrems (極限の仕様, Kyokugen no Shō) - 334. Vides irreversibles (非可逆生命, Hikagyaku Seimei) - 335. Conflicte de rescat (すれ違う救済, Surechigau Kyūsai) | Personatges principals de la coberta: - Masaru Katō - Hiroto Sakurai - Reika Shimohira - Kojima Tae - Kei Kurono |
| [ 100 ] | | |

| Capítol 32 | ISBN | Publicat |
| Capítol 32 | ISBN 978-4-08-879185-2 · ISBN 978-84-9947-408-3 | 19 d'agost de 2011                                                                                               |
| | | |
| Conté els capítols: - 336. Qualitat i quantitat de vida (命の質と数, Inochi no Shitsu to Kazu) - 337. Pau i atrapat (和平と背水, Wahei to Haisui) - 338. Esperança de contraatac (迎撃の光明, Geigeki no Kōmyō) - 339. El començament de la cadena (連鎖の始まり, Rensa no Hajimari) - 340. Esperances canviades (反転する光, Hanten Suru Kōmyō) - 341. Respir explosiu ((爆裂する安, Bakuretsu Suru Ansoku) - 342. Resurrecció fallida (再生破綻, Saisei Hatan) - 343. El llapis d'ham (疑似餌の囲い, Gijie no Kakoi) | Conté els capítols: - 336. Qualitat i quantitat de vida (命の質と数, Inochi no Shitsu to Kazu) - 337. Pau i atrapat (和平と背水, Wahei to Haisui) - 338. Esperança de contraatac (迎撃の光明, Geigeki no Kōmyō) - 339. El començament de la cadena (連鎖の始まり, Rensa no Hajimari) - 340. Esperances canviades (反転する光, Hanten Suru Kōmyō) - 341. Respir explosiu ((爆裂する安, Bakuretsu Suru Ansoku) - 342. Resurrecció fallida (再生破綻, Saisei Hatan) - 343. El llapis d'ham (疑似餌の囲い, Gijie no Kakoi) | Personatges principals de la coberta: - Masaru Katō - Reika Shimohira - Jōichirō Nishi - Kojima Tae - Kei Kurono |
| [ 103 ] | | |

| Capítol 33 | ISBN | Publicat                              |
| Capítol 33 | ISBN 978-4-08-879255-2 | 19 de gener de 2012                   |
| | |                                       |
| Conté els capítols: - 344. Un joc de vida i mort (生殺遊戯, Seisatsu Yūgi) - 345. Resignació reactivada (攻性の諦, Kōsei no Teikan) - 346. Combustió sufocada (消費される燃, Shōhi Sareru Nenshō) - 347. Cranis saturats (飽和する頭蓋, Hōwa Suru Zugai) - 348. Tumor arrasant (暴走する腫瘍, Bōsō Suru Shuyō) - 349. Menys que una baralla (闘争未満, Tōsō Miman) - 350. Victòria precisa (針ほどの活路, Hari Hodo no Katsuro) - 351. Sentiments bells (美しき感情, Utsukushiki Kanjō) | Conté els capítols: - 344. Un joc de vida i mort (生殺遊戯, Seisatsu Yūgi) - 345. Resignació reactivada (攻性の諦, Kōsei no Teikan) - 346. Combustió sufocada (消費される燃, Shōhi Sareru Nenshō) - 347. Cranis saturats (飽和する頭蓋, Hōwa Suru Zugai) - 348. Tumor arrasant (暴走する腫瘍, Bōsō Suru Shuyō) - 349. Menys que una baralla (闘争未満, Tōsō Miman) - 350. Victòria precisa (針ほどの活路, Hari Hodo no Katsuro) - 351. Sentiments bells (美しき感情, Utsukushiki Kanjō) | Personatges principals de la coberta: |
| [ 105 ] | |                                       |

| Capítol 34 | ISBN | Publicat                                      |
| Capítol 34 | ISBN 978-4-08-879328-3 | 10 de maig de 2012                            |
| | |                                               |
| Conté els capítols: - 352. Amants creuant-se (逢瀬の交差, Ōse no Kōsa) - 353. Deus ex machina (機械仕掛けの神, Kikai Jikake no Kami) - 354. Jo, També (俺だッて, Oreda tte) - 355. Cop paral·lel (強襲する平行, Kyōshū Suru Heikō) - 356. Un somni prohibit (禁忌の夢, Kinki no Yume) - 357. Petita cançó d'amor (小さな恋のメロディ, Chīsana Koi no Merodi) - 358. Marxa d'acer (鋼鉄マーチ, Kōtetsu Māchi) - 359. El tirà guerxo (やぶにらみの暴君, Yabu Nirami no Bōkun) | Conté els capítols: - 352. Amants creuant-se (逢瀬の交差, Ōse no Kōsa) - 353. Deus ex machina (機械仕掛けの神, Kikai Jikake no Kami) - 354. Jo, També (俺だッて, Oreda tte) - 355. Cop paral·lel (強襲する平行, Kyōshū Suru Heikō) - 356. Un somni prohibit (禁忌の夢, Kinki no Yume) - 357. Petita cançó d'amor (小さな恋のメロディ, Chīsana Koi no Merodi) - 358. Marxa d'acer (鋼鉄マーチ, Kōtetsu Māchi) - 359. El tirà guerxo (やぶにらみの暴君, Yabu Nirami no Bōkun) | Personatges principals de la coberta: - Reika |
| [ 107 ] | |                                               |

## Capítols encara sense compilar
- 360. Confessió i penediment (告白と懺悔, Kokuhaku to Zange)
- 361. Crit de guerra (戦線叫叫, Sensen Kyōkyō)
- 362. Escassa redempció (儚い贖い, Hakanai Aganai)
- 363. Torre del Cel (空の塔, Sora no Tō)
- 364. Ressonància dissonant (不協和の共鳴, Fu Kyōwa no Kyōmei)
- 365. Tracte amb el diable (外道ネゴシエイション, Gedō Negoshieishon)
- 366. La Gran Fugida (ザ・グレイト・エスケープ, Za Gureito Esukēpu)
- 367. Com fer un heroi (英雄の作り方, Eiyū no Tsukurikata)
- 368. Transgressió i una professió d'amor (蹂躙と告白, Jūrin to Kokuhaku)

## Gantz Manual
| Capítol "Gantz Manual" | ISBN               | Publicat               |
| Capítol "Gantz Manual" | ISBN 4-08-876735-7 | 17 de desembre de 2004 |
| |                    |                        |
| Conté els capítols: - Gantz/Manual de l'Anime: Introducció dels personatges principals (メインキャラクター紹介, Mein Kyarakutā Shōkai) Guia mecànica de Gantz (GANTZメカニック設定, Gantz Mekanikku Settei) Guia de la versió Anime (アニメ版ストーリー解説, Anime-han Sutōrī Kaisetsu) 5 secrets de l'Anime (アニメ版GANTZの5つの謎, Anime-han Gantz no Itsutsu no Nazo) Entrevistes a l'elenc i al personal (スタッフ&キャズトインタビュー, Sutaffu & Kyasuto Intabiū) - Gantz/Manual del manga: Personatges Secrets Secrets del llenguatge de Gantz Noies Gantz Gantz Maniacs Entrevista amb Oku Hiroya |                    |                        |
| Una compilació de data book i art book. Informació addicional sobre els personatges, missions del manga i la seva adaptació a sèrie de televisió. Entrevistes amb l'elenc de l'Anime i amb el mangaka. |                    |                        |